# 深川圭
深川 圭（ふかがわ けい、1989年9月10日 - ）は、日本の俳優・タレント・モデル。ブランシェ所属。

## 来歴
- 1998年、野球を始める。
- 2004年、ジャニーズ選抜スター野球大会 〜今僕たちにできること〜(大阪ドーム)助っ人出場
- 2005年4月、和歌山県立星林高等学校入学
- 2008年3月、星林高等学校卒業
- 2009年4月、1年の浪人を経て得意とする英語を活かせる青山学院大学経済学部現代経済デザイン学科へ進学、上京して1ヶ月目にスカウトされ、原宿のヘアサロンカットモデルに。その後ファッション雑誌などに多く出演。若旦那 from 湘南乃風 のPVにも出演し話題となる[1]。同年、ミスター青山学院グランプリ受賞。
- 2013年5月5日、札幌テレビ放送『ひまの湯』レギュラー出演。
- 2017年、『シン・ゴジラ』出演、ハロウィンナイトメア出演

## 出演

### テレビ番組
- ひまの湯（2013年5月5日 - 2014年3月30日、レギュラー出演）

### 映画
- シン・ゴジラ（2016年）[2]

### PV
- INFINITY 16 welcomez 若旦那 from 湘南乃風&JAY'ED『伝えたいことがこんなあるのに』（2009年）
- THE TOKYO『GOLDEN HOP』（2014年）

### 舞台
- Flying Trip Vol.11 「春蝉の声、なお遠く」（2016年8月24日 - 28日、CBGKシブゲキ!!）

### 雑誌
- CHOKiCHOKi
- FINEBOYS
- street Jack

### CM
- CHAI × Honda
- AOKI
- Uber Eats
- 日経エクセド
- ウルオス
- Sony Xperia
- JT
- Panasonic100周年